# مرسيدس مقاطعة بوينس آيرس (مدينة)
مرسيدس، مقاطعة بوينس آيرس (بالإسبانية: Mercedes, Buenos Aires Province)‏ هي منطقة سكنية تقع في الأرجنتين في Mercedes Partido. يقدر عدد سكانها بـ 51,967 نسمة وترتفع عن سطح البحر 38 متر.

## أعلام
- خورخه فيديلا
- هيكتور خوسيه كامبورا
- لويس ماريا دراغو
- لوكاس بيليا
- فرناندو مونير